# Paavo Aaltonen
Paavo Johannes Aaltonen, född 11 december 1919, död 9 september 1962, var en finländsk gymnast och trefaldig olympisk guldmedaljör.

## Karriär
Vid olympiska sommarspelen 1948 i London tog Aaltonen totalt fyra medaljer, varav tre guld och ett brons. I bygelhäst tog han delat guld tillsammans med landsmännen Veikko Huhtanen och Heikki Savolainen. Aaltonen tog även guld i hopp och lagmångkamp samt brons i den individuella mångkampen. 
Vid VM 1950 i Basel tog Aaltonen guld i räck samt var en del av Finlands lag som tog silver i lagmångkamp.
Vid olympiska sommarspelen 1952 i Helsingfors var Aaltonen en del av Finlands lag som tog brons i lagmångkamp.